# Gaiole in Chianti
Gaiole in Chianti är en ort och kommun i provinsen Siena i regionen Toscana i Italien. Kommunen hade 2 705 invånare (2018).